# Нейвердал
Нейвердал (англ. Nijverdal) — місто з приблизно 25 000 жителями в голландській провінції Оверейсел. Це комерційний центр муніципалітету Геллендорн.
Nijverdal (що означає Працьовита долина) був заснований в 1836 році на території села Noetsele. Саме тут почалася промислова революція в Нідерландах. Томас Ейнсворт (1795–1841) був одним із його засновників. Центром промислової діяльності в Нейвердалі, як і в решті регіону Твенте, було текстильне виробництво. Досі все ще збереглися деякі традиційні фабричні будівлі в стилі ар-деко або модерн.
Річка під назвою Regge протікає через місто і є історичним кордоном між двома регіонами Твенте та Салландом, а також кордоном двох голландських діалектів, якими  є Твенц і Салланд, відповідно. Кожен корінний житель Нейвердала раніше говорив на одному або обох регіональних діалектах, але з 1970-х років діалект занепадає. Дуже небагато жителів молодше 30 років користуються будь-яким діалектом.

## Історія
До Другої світової війни в Нейвердалі була невелика єврейська громада. У муніципальному центрі району, Геллендорні, була невелика синагога та єврейський цвинтар. Синагога досі існує як склад за однією з хат у селі, а цвинтар уже не використовується. На ньому близько 20 могил, більшість із них — XIX та початку XX ст. Муніципалітет утримує цвинтар і охороняє його від вандалізму.
Єврейська громада була фактично стерта Голокостом. Більшість його членів були вбиті в Собіборі чи Освенцимі.
22 березня 1945 року Нейвердал зазнав серйозних бомбардувань союзницьких бомбардувальників, які йшли за німецьким рейхскомісаром австрійського походження Артуром Зейсс-Інквартом. Зейсс-Інкварт тікав від наступаючих військ союзників і створив свою тимчасову штаб-квартиру в реформаторській школі в Нейвердалі, але на момент бомбардування вже залишив місто. Понад 73 людини були вбиті, в основному на головній вулиці.

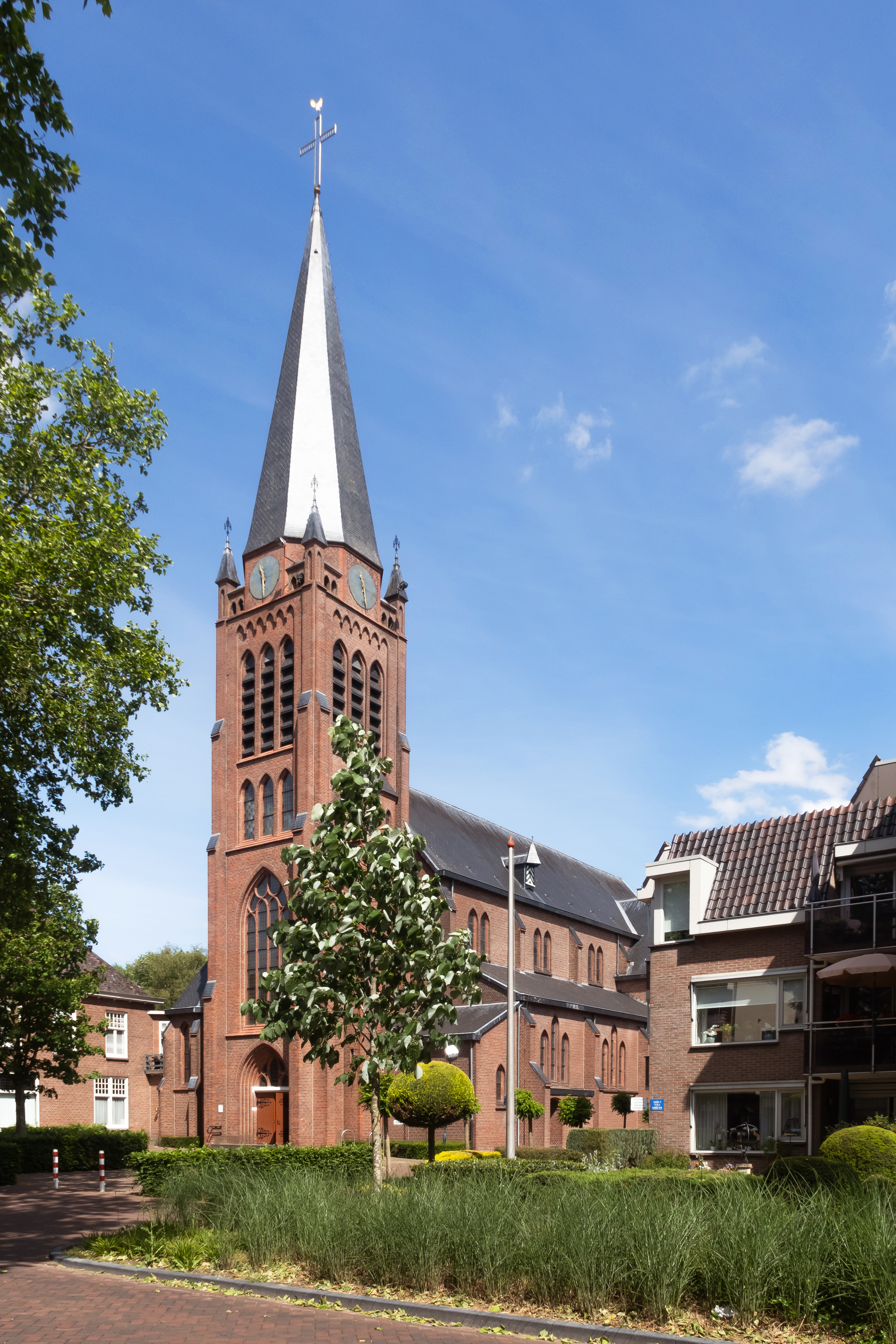
Римо-католицький костел в Нейвердалі

## Транспорт
З 31 березня 2013 року Нейвердал має нову залізничну станцію завдяки серйозним покращенням залізничного сполучення між Зволле та Енсхеде. Ця нова станція є частиною будівництва тунелю Саланд-Твенте, нового «комбінованого» тунельного з’єднання, яке спрямовує рух N35 і поїздів під Нейвердал. До створення цієї нової станції залізничне сполучення зупинялося на старій залізничній станції та продовжувалося на тимчасовій станції Нейвердал Захід. Протягом цього часу один пішохідний/велосипедний міст і один невеликий тунель з’єднували північну частину міста з південною.

## Спорт
У Нейвердалі є воднопольний клуб під назвою "Het Ravijn", чоловічі та жіночі команди якого грають у Прем’єр-лізі Нідерландів. Деякі жінки в жіночій команді грають за збірну Нідерландів, які виграли золото на літніх Олімпійських іграх 2008 року.